# Tiếng Barakai
Barakai là một trong những ngôn ngữ Aru, được nói bởi người dân ở Quần đảo Aru.